# المعهد الوطني للإحصاء والاقتصاد التطبيقي
المعهد الوطني للإحصاء والاقتصاد التطبيقي، المتواجد بمدينة العرفان في الرباط، هو معهد مغربي عال لتكوين المهندسين. أسس في عام 1961م، ليحل محل مركز تكوين المهندسين في الأشغال الإحصائية بظهير ملكي سنة 1967م بدعم من المفوضية الاقتصادية لإفريقيا.

## تقديم
يوفر المعهد الوطني للإحصاء والاقتصاد التطبيقي تكوينا يجمع ما بين الإحصاء والتحليل الاقتصادي، ويمكن من تخصصات في ميادين: المعلوماتية، والتمويل، والعلوم الاكتوارية، والديمغرافيا، والبحث العملياتي. وتعتبر هي المدرسة الأولى التي تقدم التدريب في مجال الحواسيب على الصعيد الوطني، وقد وضعت الكمبيوتر الأول للمملكة في عام 1974م.
يتوفر خريجو المعهد على مهارات تمكنهم من ممارسة التحليل والتنبؤ الاقتصادي، وهندسة نظم المعلومات والخبرات الإحصائية، ولكنهم قادرون أيضأ على وضع نماذج متطورة لتحسين تحليل السوق، وبناء استراتيجيات تسويق مستهدفة، وقياس المخاطر في مجموعة متنوعة من المجالات.
علاوة على ذلك فإن التكوين في المعهد لا يقتصر على الجوانب التقنية والتصميم، ولكن يمتد أيضا لتشمل الإدارة والاتصالات والمعرفة الجيدة للوضعية الاجتماعية والاقتصادية والسياسية، ويعول على خريجي المعهد أن يلعبوا دورا استراتيجيا في مراحل مختلفة من عملية التنمية الاقتصادية والاجتماعية، ويشغلون وظائف متعددة في القطاع العام والمجتمعات المحلية والقطاع الخاص: البنوك وشركات التأمين الوطنية والشركات المتعددة الجنسيات.

## التخصصات ومجالات العمل

### العلوم الأكتوارية والمالية
إن التطور السريع الذي تشهده الأسواق المالية على مستوى العالم، امتد بشكل كبير إلى نظرية التمويل، لذلك تحتاج البنوك وشركات التأمين والشركات الكبرى إلى خبراء في هذا المجال. ومن هذا المنظور، بدأ المعهد في تدريب المهندسين على وضع التمويل الأكتواري منذ عام 1998، وهم مهندسون على دراية بالنظريات المالية الجديدة، بينما يتقنون الأدوات والرياضيات والإحصاء على أعلى مستوى. يمكن لمهندس الدولة الحاصل على دبلوم في التمويل الاكتواري من هذا المعهد أن يعمل في أسواق متعددة مثل مشغلي السوق: فهم يشغلون مناصب ويديرون الاستثمار الموجه نحو المهام أو التحوط أو المضاربة نيابة عن المؤسسات أو العملاء؛ المسؤول الذي يتابع أنشطة السوق ومراقبة المخاطر. مدير الصندوق: اتخاذ خيارات استثمارية، أو اتخاذ مواقف لضمان استخدام أفضل للمحفظة ضمن قيود التشريعات والعقود المبرمة مع العملاء، إدارة الأصول/الخصوم: مستشار المديرية العامة في الأصول والخصوم، أو المنظم: تكييف وتحديث الأدوات والأساليب.

### الإحصاء الحيوي والديموغرافيا والبيانات الضخمة
الهدف من برنامج الإحصاء الحيوي والديموغرافيا والبيانات الضخمة هو تزويد الطلاب بمهارات متعددة التخصصات للمهن التي تجمع بين الإحصاء (ونظيرتها "البيانات الضخمة") والديموغرافيا والعلوم الطبية الحيوية وأدوات البيانات الضخمة (اللغات والمنصات). يوفر المنهج تعليمًا متعدد التخصصات يتميز بمجموعة واسعة من الدورات المتقدمة في الإحصاء/ الإحصاء الحيوي، والديموغرافيا، وعلم الاجتماع، والتنمية المستدامة، ومنهجية المسح، وتقنيات التنبؤ، والقدرة على استخدام كل من البيانات التقليدية والمصادر غير التقليدية مثل البيانات من آثار الويب (إنترنت الأشياء، والشبكات الاجتماعية، وبيانات الأقمار الصناعية، والهواتف المحمولة...) مع قيمة مضافة من المعرفة وطرق التعلم الآلي لاستخدام البيانات الضخمة.

### علم البيانات
الهدف من البرنامج هو تدريب ملف تعريف متخصص في الإدارة والتحليل الدقيق للبيانات الضخمة "البيانات الضخمة". يدمج هذا الملف الشخصي المطلوب، وهو "عالم البيانات"، ملفات تعريف "محلل البيانات" و"مهندس البيانات"؛ فهم قادرون على توليد القيم المتوقعة من البيانات الأولية. واستنادا إلى مصادر بيانات متعددة ومتفرقة وغير منظمة، فإنها تحدد نماذج ومؤشرات التنبؤ التي تسمح بتنفيذ استراتيجية تعالج مشكلة معينة. لذلك فهم متخصصون في علوم الكمبيوتر والإحصاء والرياضيات التطبيقية.
ويستفيد المهندس أيضًا من دورات في الاقتصاد وريادة الأعمال وعلم الاجتماع والاتصالات واللغات لتعزيز المهارات الشخصية.
يتيح هذا التدريب ثلاثي الاستخدامات لمهندس عالم البيانات من المعهد تحليل أي نوع من المشكلات المتعلقة بالبيانات الضخمة، واقتراح حلول حوسبة ونماذج تنبؤ مناسبة وعالية الجودة، والاندماج بسهولة في العالم المهني، والتدخل في جميع مجالات وتخصصات علوم البيانات.

### هندسة البيانات والبرمجيات
تعمل التطورات الأخيرة في علوم الكمبيوتر على تحويل أنشطة تطوير البرمجيات بشكل متزايد نحو دمج تقنيات معالجة البيانات واسعة النطاق، بهدف الحصول على أنظمة تعتمد على بنية قوية وقابلة للتطوير. تتبع المعرفة المقدمة في برنامج هندسة البيانات والبرمجيات هذا الاتجاه وهي مصممة لتمكين مهندسي المستقبل من الوصول بسرعة إلى أدوار مثل مهندس البيانات أو مستشار تطوير البرمجيات. وبالتالي، فإن هذا البرنامج يوسع بشكل كبير نطاق الفرص المتاحة لطلابنا، خاصة وأن المعهد الوطني للهندسة والرياضيات يظل واحدًا من المؤسسات الهندسية المغربية القليلة التي تقدم مثل هذا المنهج.

### البحوث التشغيلية
البحوث التشغيلية أو بحوث العمليات هي تطبيق المنهج العلمي للتغلب على المشاكل المعقدة التي تواجهها أنظمة التوجيه والإدارة في الصناعة والتجارة والإدارة. الهدف هو المساعدة في اتخاذ القرار. يحاول المنهج الدراسي في المعهد توفير كل من: التحضير للحياة في بحوث العمليات والبحث وإعداد بحوث عمليات في المجالات التالية: التحسين التوافقي والرسوم البيانية والتوافقية والرياضيات المنفصلة. من خلال التدريب المتقاطع الذي تم الحصول عليه في المعهد، يعد المهندس في البحوث التشغيلية خبيرًا في تحليل العمليات والظواهر التنظيمية المتخصصة في إدارة وتصميم وتشغيل أنظمة المعلومات. وبالتالي يمكن أن يعمل في المجالات التالية: حوسبة إدارة معلومات الأعمال (الوصف الوظيفي)، تحليل التدفقات المالية (جدول العمل)، تصميم قواعد البيانات، تطوير الخطة الرئيسية (مراقبة الجودة)، إدارة الاتصالات (التنبؤات)، وأيضا في دعم قرار تصميم النظام (إدارة المخزون).

### الاقتصاد التطبيقي والإحصاء والبيانات الضخمة
الهدف من هذا البرنامج هو تدريب الطلاب على تقنيات مختلفة للحصول على ملف تعريف كمهندس إحصائي اقتصادي يمكن تطبيق مهاراته في جميع قطاعات الاقتصاد والصناعة والخدمات. عند الانتهاء من هذا التدريب، سيكون الطلاب قادرين على التكيف مع القضايا الناشئة عن قطاعات النشاط المختلفة، والابتكار، وتوظيف أساليب جديدة لجمع البيانات ومعالجتها والتحليل الإحصائي والاقتصادي القياسي لتنفيذ مشاريع تلبي احتياجات الإدارة أو القطاع الخاص: الصناعة، القطاع المصرفي، معاهد الاقتراع، الخدمات.. الخ.

## الحياة الطلابية
يوفر المعهد للطلاب سكنًا يتسع لـ 670 شخصًا (290 في المبنيين A وB، و240 في المبنيين C وD، و140 في المبنى E). الغرف فردية. تطور المعهد منذ عام 1994 في مطعم يقوم بإعداد حوالي 600 وجبة يوميًا. كما يضم المعهد مكتبة ومركز كمبيوتر يحتوي على أكثر من 100 جهاز.

## الانشطة الطلابية
منتدى المدارس العليا الوطنية للمهندسين

## الشراكات والتعاون
أبرم المعهد الوطني للإحصاء والاقتصاد التطبيقي اتفاقيات شراكة في مجال البحث والتدريب مع العديد من المؤسسات الدولية.
- المدرسة الوطنية للإحصاء والإدارة الاقتصادية ENSAE باريس - فرنسا.
- المدرسة الوطنية للإحصاء وتحليل المعلومات ENSAI - المدرسة الوطنية للإحصاء وتحليل المعلومات - فرنسا.
- مدرسة ريمس للإدارة - فرنسا.
- جامعة لافال - كيبيك - كندا.
- UCLouvain: الجامعة الكاثوليكية في لوفين - بلجيكا.

## مديرو المعهد
- 1977 - 1996: د. بنيخلف.
- 1996 - 2006: السيد عبد العزيز غزالي.
- 2008 - 2011: السيد عبد العزيز معلمي.
- 2011 - 2013: السيد عبد العزيز الشوبي.
- 2013 - 2016: دكتوراه. عبد السلام فزوان.
- 2020 - حتى الآن السيد محمد جواد القاسمي.

## خريجون معروفون
- الطيب الفاسي الفهري، مستشار الملك محمد السادس ووزير الخارجية والتعاون سابقا
- محمد حوراني، المدير العام ل ه.ب.س. ورئيس الاتحاد العام لمقاولات المغرب بين 2009 و2012
- أنيس بيرو، كاتب الدولة المكلف لدى وزير السياحة والصناعة التقليدية.
- عبد العزيز الرباح، عمدة مدينة القنيطرة ووزير التجهيز والنقل منذ 3 يناير 2012 في حكومة بنكيران. ثم انتقل في سنة 2017 لمنصب وزير الطاقة والمعادن والتنمية المستدامة.
- خديجة الرياضي، الرئيسة السابقة للجمعية المغربية لحقوق الإنسان
- الحسن عاشي، نائب مدير بصندوق النقد الدولي ( مركز الشرق الأوسط).